# Chiharu Niiyama
Chiharu Niiyama (新山千春, Nīyama Chiharu) (Aomori, Aomori, 14 de janeiro de 1981) é um atriz japonesa. Ela é afiliada a Horipro.

## Filmografia

### Filme
- Godzilla, Mothra and King Ghidorah: Giant Monsters All-Out Attack - Yuri Tachibana (2001)
- Tokusou Sentai Dekaranger The Movie: Full Blast Action - Marie Gold/Deka Gold (2004)

### Televisão
- Carnation (2012)

### Vídeojogo
- Eurasia Express Satsujin Jiken - Yukino Wada (1998)